# Markéta Navrátilová
Markéta Navrátilová (* 10. prosince 1972 Kyjov) je česká fotografka, především sportovní fotografka. Jako jediná žena-reportérka řadu let dokumentovala celý cyklistický závod Tour de France.

## Život
V dětství se do svých deseti let zabývala sportovní gymnastikou, mezi roky 1982–1993 hrála na vrcholové úrovni tenis. Další rozvoj její sportovní kariéry zastavila vážná dopravní nehoda.
Po absolvování gymnázia ve Zlíně vystudovala ateliér průmyslového designu na Vysoké škole uměleckoprůmyslové v Praze, absolvovala v roce 1999.
V roce 2009 v lednu se jí narodil syn Timothy.

### Vývoj kariéry
S fotografií poprvé přišla do styku v roce 1992, kdy společně se svým otcem vytvořila reportáž o závodu Tour de France. Začala pracovat pro anglickou agenturu Photosport International, od roku 1997 spolupracuje s nizozemskou tiskovou agenturou Cor Vos. Byla první ženou-fotografkou, která měla možnost v rámci Tour de France fotografovat cyklisty z motocyklu. Po dvouletém pobytu v Londýně mezi roky 2001–2002 navázala na svou předchozí práci na profesionálních cyklistických závodech. Společně s dokumentací vrcholového sportu vytvořila soubory o londýnském metru nebo fotografické deníky z cest po světě.  V roce 2008 vydala obrazovou knihu Re cycling. Významný byl její podíl fotografky na knize J. Dresslera Škola kola. 
V roce 2018 byla členkou poroty soutěže Czech Press Photo.
V publikaci Naučte se fotograf sport kreativně, vydané v roce 2009, je v autorském kolektivu 12 sportovních fotografů – autorů jednotlivých kapitol jako jediná žena.
V roce 2018 fotografovala všesokolský slet, spolupracuje s Českou obcí sokolskou. Říká o tom:
| „                              | Je neuvěřitelně osvobozující pohybovat se mezi lidmi, o nichž víte, co od nich můžete čekat. Anebo ještě trochu jinak, o kterých víte, že nikdy nepřekročí pomyslnou laťku morálky a důstojnosti. Při fotografování sokolů pociťuji hrdost, kterou jsem si ničím nezasloužila, a tak se alespoň svými fotografiemi snažím dostát všemu, co už nejen dokázali, ale i každým dalším dnem dokazují. | “ |
| — Markéta Navrátilová, web ČOS | |   |

K posunu ve své profesní dráze v prosinci 2023 řekla:
| „                                                               | Nefotila jsem jen Tour de France, ale i spoustu jiných závodů po celém světě... Patnáct let v řadě jsem strávila více než 120 dnů v roce na cestách a seděla každý rok více než padesátkrát v letadle. ... Po 25 letech strávených v pelotonu jsem dospěla do stadia, kdy jsem věděla, že cokoli jiného budu v červenci dělat něž fotit TdF, bude pro mě přínosem jak profesním, tak lidským. ... Vystavovat se v roce 2024 nechystám. ... Nějaká konkrétní focení už naplánovaná mám, z cyklistiky to určitě bude MS v cyklokrosu v Táboře, Závod míru, Czech Tour a Alpentour. Velmi se také těším na Sokolský slet, stejně jako na spoustu portrétů nebo běžného fotografování. | “ |
| — Markéta Navrátilová, rozhovor pro čas. FotoVideo, 4. 12. 2023 | |   |

Pokud jde o technické vybavení, požívá fotoaparáty a objektivy Canon; v roce 2023 přešla od zrcadlovek k bezzrcadlovkám.